# 김진옥 (1974년)
김진옥(金鎭鈺, 1974년 1월 13일 ~ )은 대한민국 경상남도의회 의원이다.

## 학력
- 경화초등학교
- 진해중학교
- 진해고등학교
- 창원대학교 경영학과 졸업

## 경력
- 경상남도 지방세 심의위원회 위원
- 김진옥세무회계사무소 세무사
- 2018년 7월 1일 ~ 2022년 6월 30일: 제11대 경상남도의회 의원 (초선, 창원시 제13선거구)
- 더불어민주당 경상남도당 창원시 진해구 지역위원회 위원장

## 역대 선거 결과
|  | 50.25% |

|  | 38.88% |

|  | 46.81% |